# Popowa Wola
Popowa Wola (deutsch Pfaffendorf) ist ein Dorf in der polnischen Woiwodschaft Ermland-Masuren. Es gehört zur Gmina Dźwierzuty (Mensguth) im Powiat Szczycieński (Kreis Ortelsburg).

## Geographische Lage
Popowa Wola liegt in der südlichen Mitte der Woiwodschaft Ermland-Masuren, 23 Kilometer nördlich der Kreisstadt Szczytno (deutsch Ortelsburg).

## Geschichte
Die älteste Nachricht über Pfaffendorf stammt aus dem Jahre 1468. Damals verschrieb der Hochmeister des Deutschen Ordens Heinrich Reuß von Plauen den Brüdern Friedrich, Günther und Balthasar Küchmeister von Sternberg 271,5 Hufen Land, darunter auch das Gut Pfaffendorf. Es blieb im Besitz der Familie Küchmeister bis in das 17. Jahrhundert hinein. Danach fand es verschiedene Eigentümer.
Pfaffendorf – unterteilt in „Landgemeinde“ und „Gutsbezirk“ – wurde 1874 in den neu errichteten Amtsbezirk Przytullen (polnisch Przytuły), der – 1938 in „Amtsbezirk Steinhöhe“ umbenannt – bis 1945 bestand und zum ostpreußischen Kreis Ortelsburg gehörte.
Im Jahre 1910 zählte Pfaffendorf 286 Einwohner, von denen 213 zum Dorf und 73 zum Gut gehörten. Aufgrund der Bestimmungen des Versailler Vertrags stimmte die Bevölkerung im Abstimmungsgebiet Allenstein, zu dem Pfaffendorf gehörte, am 11. Juli 1920 über die weitere staatliche Zugehörigkeit zu Ostpreußen (und damit zu Deutschland) oder den Anschluss an Polen ab. In Dorf und Gut Pfaffendorf stimmten 222 Einwohner für den Verbleib bei Ostpreußen, auf Polen entfielen vier Stimmen.
Am 30. September 1928 wurde der Gutsbezirk Pfaffendorf in die Landgemeinde Pfaffendorf eingegliedert. 1933 zählte diese 305 Einwohner, 1939 waren es 307.
In Kriegsfolge wurde Pfaffendorf 1945 mit dem gesamten südlichen Ostpreußen an Polen überstellt und erhielt die polnische Namensform „Popowa Wola“. Heute ist es Sitz eines Schulzenamtes (polnisch Sołectwo) und als solches eine Ortschaft im Verbund der Landgemeinde Dźwierzuty (Mensguth) im Powiat Szczycieński (Kreis Ortelsburg), bis 1998 der Woiwodschaft Olsztyn, seither der Woiwodschaft Ermland-Masuren zugehörig. 282 Einwohner waren 2011 in Popowa Wola registriert.

## Gut Pfaffendorf

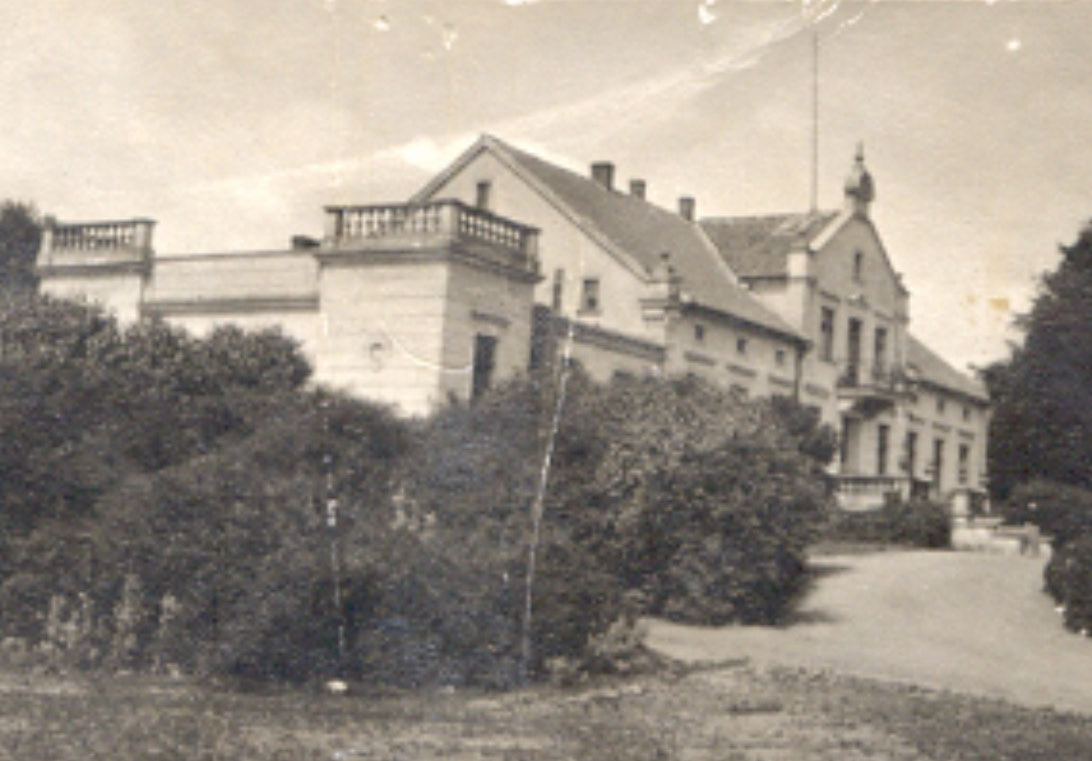
Das Gutshaus Pfaffendorf zu Beginn des 20. Jahrhunderts

### Besitzer-Folge
Bis in das 17. Jahrhundert hinein war Familie Küchmeister von Sternberg Eigentümerin des Guts Pfaffendorf. 1645 verkaufte Hans Günther Küchmeister seinen Anteil (38½ Hufen) an Albrecht von Habicht. 1713 wurde das Gutsareal zwischen Stach von Goltzheim und Familie Taubenheim aufgeteilt. 1887 wurde Eduard (II) Michael Rogalla von Bieberstein neuer Besitzer als „Herr auf Talten und Pfaffendorf“. Er verkaufte das Pfaffendorfer Gut 1895 an den Vetter Willebald Rogalla von Bieberstein, danach kam es an dessen Tochter Margarethe, die es bis 1945 behielt.

### Gutsanlage
Von der Gutsanlage – das Gut besaß eine Landfläche von 375 Hektar – ist heute nur das Gutshaus erhalten geblieben, es wurde in der zweiten Hälfte des 19. Jahrhunderts erbaut und ist baulich gut erhalten. Die Wirtschaftsgebäude wurden erheblich umgebaut, nur der alte Pferdestall aus Feldstein und Ziegeln blieb in seiner ursprünglichen Form erhalten.
Johann Larass hat einst den Gutspark angelegt. Von ihm existiert nur noch der nördliche Teil.

## Kirche
Bis 1945 war Pfaffendorf sowohl evangelischer- als auch katholischerseits nach Kobulten (polnisch Kobułty) in der Kirchenprovinz Ostpreußen der Kirche der Altpreußischen Union bzw. im Bistum Ermland eingepfarrt.
Der Bezug nach Kobułty – jetzt im Erzbistum Ermland gelegen – besteht für die Katholiken heute nicht mehr. Für sie ist die Pfarrei in Kobułty zuständig. In Rańsk (Rheinswein) steht aber die Kirche für die Protestanten – jetzt der Diözese Masuren der Evangelisch-Augsburgischen Kirche in Polen zugehörig.

## Schule
Die im Zeitalter Friedrichs des Großen gegründete Volksschule erhielt 1920 einen Neubau.

## Verkehr
Popowa Wola ist über Nebenstraßen an die Landesstraße 16 (einstige deutsche Reichsstraße 127) bei Borki Wielkie (Groß Borken), an die Landesstraße 57 (ehemalige Reichsstraße 128) bei Gisiel (Geislingen) und an die Woiwodschaftsstraße 600 bei Kałęczyn (Kallenczin, 1938 bis 1945 Kallenau) verkehrsgünstig angeschlossen.
Bis 1992 (Personenverkehr) bzw. 2002 (Güterverkehr) war Pfaffendorf Bahnstation an der Bahnstrecke Czerwonka–Szczytno (deutsch Rothfließ–Ortelsburg), die nicht mehr befahren und seit 2015 demontiert wird. Die Bezeichnung des Bahnhofs, der in der Gemarkung Burggarten (bis 1908 Grodzisken, polnisch Grodziska) lag und dessen Gebäude heute noch steht, lautete bis 1940 „Pfaffendorf-Burggarten“, danach „Burggarten“, ab 1945 „Grodziski“ und ab 1947 „Grodziska“. Heute besteht keine Anbindung mehr an den Bahnverkehr.